# Ctenomys rosendopascuali
Ctenomys rosendopascuali és una espècie de mamífer rosegador de la família dels ctenòmids. És endèmic de la província de Córdoba (Argentina). Té una llargada de cap a gropa de 160-177 mm (mascles) o 159-166 mm (femelles). No se sap amb certesa si fou descrit formalment. L'espècie fou anomenada en honor del paleontòleg argentí Rosendo Pascual.